# SN 2006so
SN 2006so – supernowa typu Ia odkryta 18 listopada 2006 roku w galaktyce A023349-0859. W momencie odkrycia miała maksymalną jasność 21,50m.